# Anal Stench
Gli Anal Stench sono un supergruppo death metal, formatosi a Cracovia nel 2001. I membri della formazione provengono principalmente dai gruppi: Thy Disease, Virgin Snatch, Decapitated e Sceptic.

## Storia
La band si è formata nel novembre 2001. Seguirono le prime apparizioni locali. Dopo aver sviluppato abbastanza canzoni, il gruppo si è diretto a Jaro Home Studio nel marzo 2002 per registrare il demo Koprofag 997, che li portò a firmare con la Metal Mind Productions nell'ottobre 2002.
All'inizio del 2003, la band è tornata in studio per registrare il loro album di debutto. Prima delle registrazioni, il batterista Krystian Iwaszko lasciò la band ed per essere sostituito da Maciej "Alizee666" Kowalski. Dopo la pubblicazione dell'album con intitolato Stench Like Six Daemons, sono seguite vari concerti, tra cui a Metalmania 2003 e poi insieme a Cannibal Corpse a Katowice.
Nel 2004 la formazione della band cambiò di nuovo: il chitarrista Michał "War-A.N" Skotniczny e il batterista Kowalski furono sostituiti da Grzegorz "Grysik" Bryła e Jakub "Cloud" Chmura. Futrzak si è unito alla band come bassista. Inoltre, il cantante Michał "Psycho" Senajko aveva lasciato la band ed per essere sostituito da Łukasz "Zielony" Zieliński. Verso la fine dell'anno, la band tornò al Jaro Home Studio, in seguito alla firma con la Empire Records e realizzarono l'album Red Revolution.
Nel 2006 la band annunciò il lavoro sull'album successivo Harem Crischna. La band era composta dai cantanti Zieliński, Senajko e Sebastian "Syrus" Syroczyński, i chitarristi Dariusz "Yanuary" Styczeń e Bryła, il bassista Futrzak, il tastierista Wacław "Vac-V" Borowiec e il batterista Chmura. Tuttavia, la band si sciolse nello stesso anno senza aver pubblicato l'album. La band è tornata attiva dal 2012.

## Formazione
- Futrzak - basso
- Cloud - batteria (Never, Redemptor, ex-Headless, ex-Sceptic, ex-Thy Disease)
- Grysik - chitarra (Virgin Snatch, ex-Death Sea, ex-Disinterment, ex-Symbolic Immortality)
- Yanuary - chitarra (Crionics, Thy Disease, ex-Abused Majesty, ex-Sceptic, ex-Wizard (live))
- Syrus - voce (Thy Disease, ex-Disinterment, ex-Samhain, ex-Immemorial Celtic Wind)
- Pig - voce (Masachist, ex-Decapitated)

## Discografia

### Demo
- 2002 - Koprofag 997

### Album studio
- 2003 - Stench Like Six Demons (Metal Mind Productions)
- 2004 - Red Revolution (Empire Records)